# Josiane Guiard
Josiane Guiard de Eoreppe (Feira de Santana, 1949) es una botánica, orquideóloga, taxónoma y profesora francesa.
Desarrolla su carrera académica y científica, como investigadora, profesora de botánica, y conservadora en el Departamento de Ciencias Biológicas de la Universidad Estatal de Feira de Santana.

## Algunas publicaciones
- guy Chiron, josiane Guiard, cassio van den Berg. 2012. Phylogenetic relationships in Brazilian Pleurothallis sensu lato (Pleurothallidinae, Orchidaceae): evidence from nuclear ITS rDNA sequences. [http://biotaxa.org/Phytotaxa/article/view/phytotaxa.46.1.5 Biotaxa 46 (1) (resumen y referencias).
- ——, nelson Sanson, josiane Guiard. 2012. Deux nouvelles espèces d'Octomeria (Orchidaceae, Pleurothallidinae) d'Espírito Santo (Brésil). Richardiana 13: 54 - 64.
- ——, josiane Guiard. 2008. Anatomie foliaire du genre Baptistonia Barb.Rodr. (Orchidaceae, Oncidiinae). Candollea 63 (1): 101-113.
- josiane Guiard. 2006. Castroa, un nouveau genre apparenté à Meneseziella (Orchidaceae, Oncidiinae). Richardiana 6 (3): 161 - 164
- c. Sanlaville, m. Jay, j. Guiard. 1988. Phenolic variation in the progeny of the cultivated sunflower. Biochemical systematics & ecology 20 (5-8): 209 - 277

## Membresías
- de la Société Botanique de France[2]

## Eponimia
Especies
- (Orchidaceae) Epidendrum josianae M.Frey & V.P.Castro[3][4]
- (Orchidaceae) Paphiopedilum josianae Braem & Nimp.[5]